# Lebberston
Lebberston – wieś w Anglii, w hrabstwie North Yorkshire, w dystrykcie (unitary authority) North Yorkshire. Leży 57 km na północny wschód od miasta York i 303 km na północ od Londynu. W 2001 miejscowość liczyła 182 mieszkańców.